# Séd
Le Séd est une rivière du centre de la Hongrie, et un affluent du Sárvíz, donc un sous-affluent du Danube par le Sió.

## Géographie
Le ruisseau prend sa source dans les monts Bakony au nord-ouest de Herend, atteint Veszprém où au pied du château il tourne brusquement vers le nord avant de continuer à nouveau vers l'est vers le Sárrét. De là, il est canalisé vers le sud-est sous le nom Sárvíz-malomcsatorna en restant à quelques centaines de mètres de la rivière Sárvíz, dans laquelle il se jette finalement près de Cece.